# Менна, Доминго
Доминго Менна (исп. Domingo Menna, 1947, Ареццо, Италия — 19 июля 1976, провинция Буэнос-Айрес, Аргентина) — аргентинский революционер и партизан итальянского происхождения.

## Биография

### Молодость
В 1952-м семья Доминго Менне эмигрировала в Аргентину и поселилась в городе Трес-Арройо, когда ему было пять лет. В 1965 г., окончив школу, он отправился в Кордову изучать медицину, а год спустя присоединился к только что созданной Революционной партии трудящихся.

### В политике
В том же году проявил себя как хороший студенческий организатор и создатель студенческого союза «Спартак», боровшегося с цензурой и давлением на университеты со стороны диктаторского режима Онгании. Был арестован 18 августа 1966 г. при попытке освободить своих арестованных ранее товарищей из университетского госпиталя.
7 сентября участвует в университетском совете, где принимается решение о противостоянии полиции. Пять дней спустя на одном из таких протестов будет убит студент Сантьяго Пампильон, а другие участники демонстрации подвергнутся репрессиям.
В феврале 1968 года Доминго Менна был избран делегатом на IV конгресс Революционной партии трудящихся, где поддержал предложение Марио Роберто Сантучо о развертывании вооружённой борьбы с хунтой. Позднее, в сентябре, Менна создал синдикалистскую организацию «Группа первого мая» (исп. Agrupación Primero de Mayo).
Таким образом он стал одним из лидеров рабочего движения в стране и принял активное участие в восстании в Кордове 29 мая 1969 г. После этих событий Доминго Менна присоединился к первому партизанскому отряду РПТ, руководимому членом политического бюро партии Карлосом Херманом, «Коммандо им. 29 мая и Че Гевары» (исп. Comando 29 de Mayo y Che Guevara).

### Партизанская война
В 1970 г., ещё до внутренних разногласий в партии, примкнул к ленинистской тенденции Роберто Сантучо на V конгрессе РПТ, где была учреждена Революционная армия народа.
В январе 1971 году был арестован в Кордове и содержался там до апреля 1972 г., когда вместе с другими схваченными партизанами его не перевели в тюрьму повышенной безопасности Росона. Откуда, вместе с Сантучо, Горриараном Мерло и партизанами из Революционных вооружённых сил и «монтонерос», совершает побег 15 августа 1972 г. После нескольких дней проведенных в Чили, отправляется на Кубу.
Вернулся в страну уже будучи избранным в ЦК и Политбюро РПТ и тут же приступил к реорганизации партии. В мае 1973-го участвует вместе с Агустином Тоско и Освальдо Дортикосом в событиях посвященных годовщине кордовского восстания.
В это же время работает над организацией «Антиимпериалистического фронта за социализм» (исп. Frente Antiimperialista y por el Socialismo) и, в 1974 г., в Вилья-Конститусьоне руководит деятельностью «Синдикалистского фронта» (исп. Frente Sindical).

### Гибель
В начале 1976 г. Доминго Менна переезжает в Буэнос-Айрес, как и большинство национального руководства партии, с целью избежать развернутые в 1975 году репрессии против РПТ и РАН. Там он остановился со своим товарищем Анной Марией Лансиллоттой в районе Вилья-Мартелли, где должен был ожидать Роберто Сантучо и Бенито Уртеагу.
19 июля 1976 г. Менна был схвачен военными на железнодорожной станции Ривадавиа. Его тут же доставили в Кампо-де-Майо, где подвергали жесточайшим пыткам в течение нескольких месяцев, прежде чем убить. В тот же день была схвачена и его беременная подруга.
По словам выжившего после пыток свидетеля, Менна был сильно покалечен изощрёнными издевательствами палачей, но продолжал поддерживать других заключённых историями про вьетнамскую войну.
Младшая сестра Доминго Менны Ракель, также являвшаяся членом Революционной партии трудящихся, была схвачена военными в 1977 г.